# Anadara dekkeri
Anadara dekkeri is een tweekleppigensoort uit de familie van de Arcidae. De wetenschappelijke naam van de soort is voor het eerst geldig gepubliceerd in 2015 door Thach.